# Молуккский ястреб
Молуккский ястреб (лат. Tachyspiza  henicogramma) — вид хищных птиц из семейства ястребиных (Accipitridae). Подвидов не выделяют. Эндемик Молуккских островов. Ранее данный вид помещали в род Accipiter. Молекулярно-филогенетические исследования показали, что род Accipiter является полифилетическим, и в результате последующей ревизии были созданы монофилетические роды, в один из которых и был включён данный вид.

## Описание
Молуккский ястреб достигает длины 37—48 см; размах крыльев 64—75 см. Взрослые особи характеризуются крепким клювом, относительно длинных хвостом и слабыми ногами с короткими слабыми пальцами; крылья короткие, закруглённые на концах, в сложенном состоянии их окончание доходит только до основания хвоста. Половой диморфизм в окраске оперения не выражен. Голова, верхняя часть тела и крыльев тёмно-сине-серые, щёки немного бледнее. Горло с беловатыми или каштановыми крапинками, а хвост с многочисленными малозаметными тёмными полосками. Грудь и брюхо коричневатые, с едва заметными белыми полосками и вкраплениями. У взрослых особей радужная оболочка, клюв и ноги жёлтого цвета, в то время как у молодых они более бледные и зеленовато-жёлтые. У молодых особей верхняя и нижняя части тела сильно испещрены полосками, голова с белыми прожилками, спина и кроющие перья крыльев с белыми полосками. Переход к взрослому оперению происходит за одну линьку.
Единственная известная запись голоса представляет собой довольно резкую, настойчивую, нарастающую серию свистков.

## Распространение и места обитания
Молуккский ястреб — эндемик Молуккских островов. Встречается на островах Моротай, Хальмахера и Бачан, от уровня моря до высоты 1300 м над уровнем моря, хотя в основном ниже 200 м. Естественными местами обитания являются тропические леса и опушки лесов.

## Биология
Молуккский ястреб охотится с низкой присады, совершая короткие вылазки за добычей. В состав рациона входят ящерицы, мелкие птицы (в том числе  молодые джунглевые курицы (Megapodius freycinet)), мелкие млекопитающие и насекомые (кузнечики). Биология размножения не описана.